# Georg Böhm (géologue)
Pour les articles homonymes, voir Georg Böhm et Böhm.
Georg Böhm est un géologue et un paléontologue, né le 21 décembre 1854 à Francfort-sur-le-Main et mort le 18 mars 1913 à Fribourg-en-Brisgau.
Il est le fils de Simon et de Rosalie née Villert. Il fait ses études à Strasbourg, à Berlin et à Göttingen. Il se spécialise sur l’étude des bivalves, notamment sur la faune fossile du Mésozoïque des Caraïbes et de Nouvelle-Zélande.